# Björn Bernadotte
Björn Bernadotte (Münsterlingen, 13 de junio de 1975) es un aristócrata sueco. Pertenece a una rama menor de la familia real sueca y ostenta el título luxemburgués: Conde de Wisborg.